# Palazzo Columbia-Parlamento

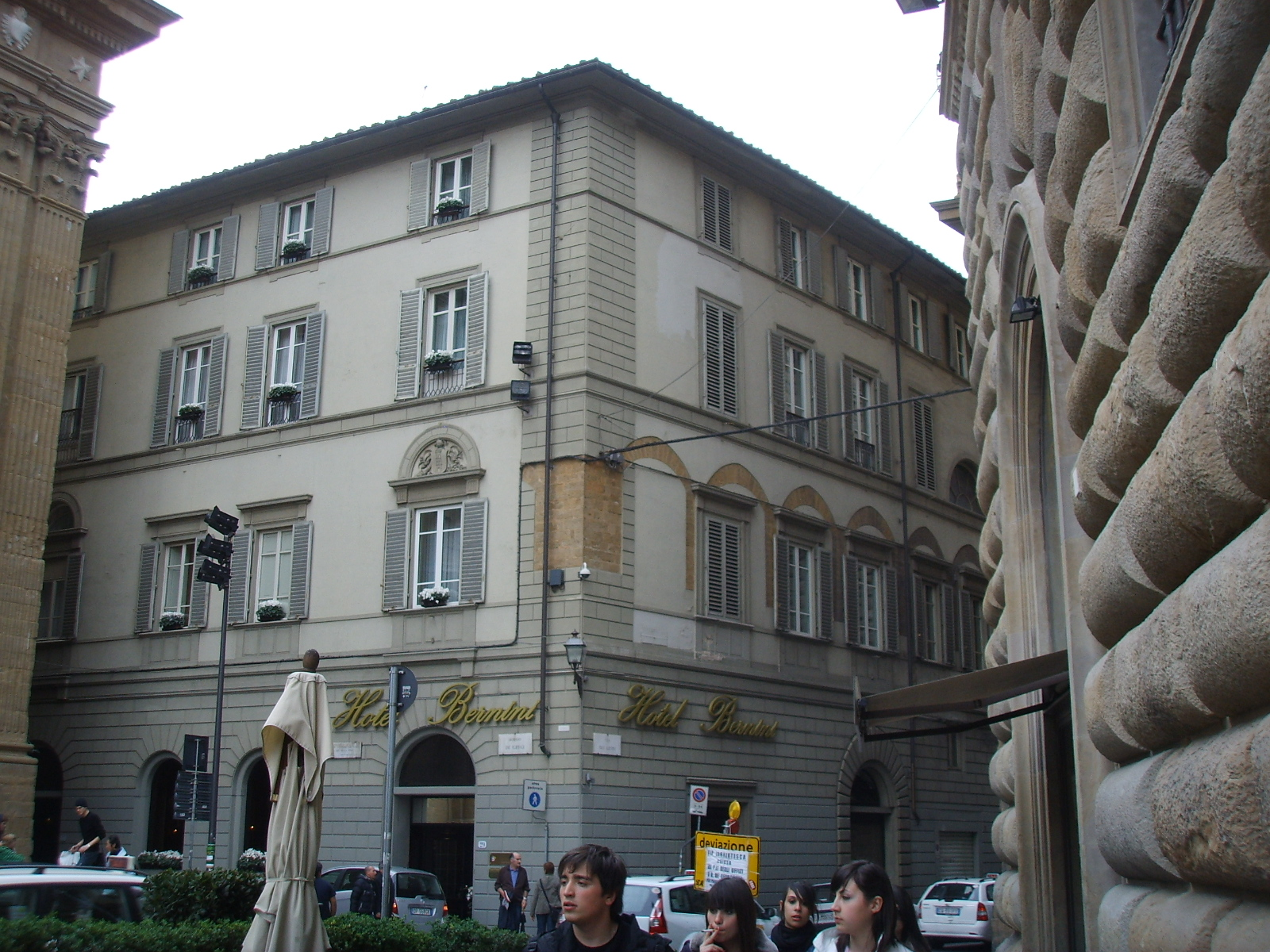
Fachada do Palazzo Columbia-Parlamento.

O Palazzo Columbia-Parlamento é um palácio de Florença que se situa na esquina do Borgo dei Greci com a Via dei Leoni, com uma esquina voltada para a Piazza San Firenze.

## História e Arquitectura
O palácio moderno remonta ao século XIX e foi construido sobre restos dum edifício quatrocentista, no lugar onde se abria a antiquíssima Porta Peruzza da primeira muralha romana.
A construção ocorreu aproximadamente durante o período em que Florença foi capital do Reino de Itália (1865-1871), sendo ali inaugurado, naqueles anos, o Hotel Columbia-Parlamento que, graças à sua conveniente posição, era frequentado muitas vezes pelos parlamentares da Câmara, que se reuniam no Palazzo Vecchio, e pelos senadores, que se reuniam no Palazzo Pitti. Para estes hóspedes ilustres, que muitas vezes residiam ali por períodos longos, foi providenciado um serviço de primeira categoria e um padrão luxuoso.
Com a transferência da capital para Roma, o palácio manteve a fama de hotel de qualidade, indo, porém, ao encontro dum lento declínio. 
Há algumas décadas foi objecto dum restauro e modernização, acabando por recuperar a actividade hoteleira. De facto, hoje em dia voltou a hospedar um hotel de quatro estrelas.
Durante os restauros foi trazida à luz uma loggia quinhentista e recuperada a grande sala do primeiro andar, afrescada com os retratos dos protagonistas do Risorgimento, testemunho do período de ouro do palácio.

## Galeria de imagens do interior

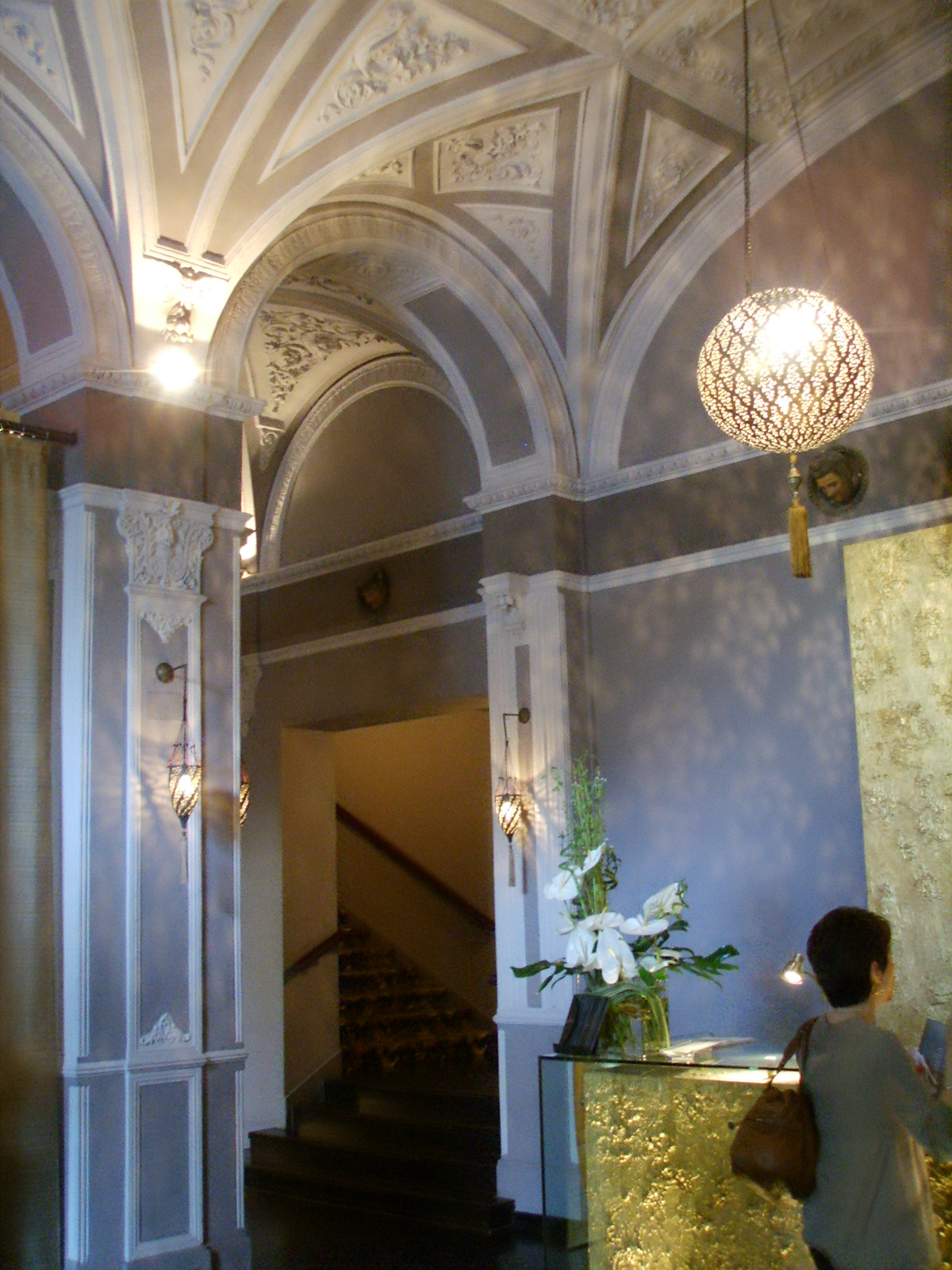
Interior
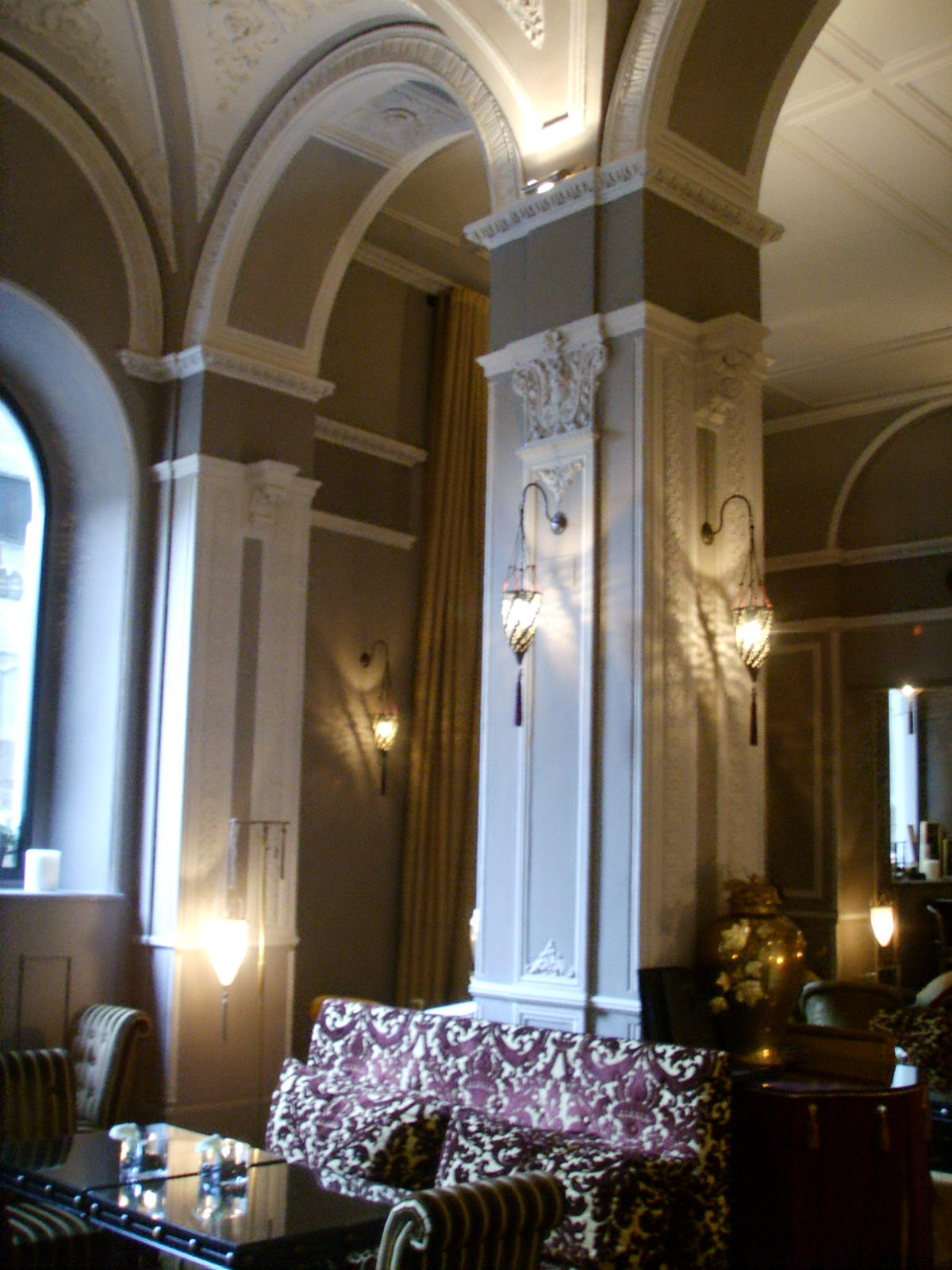
Interior
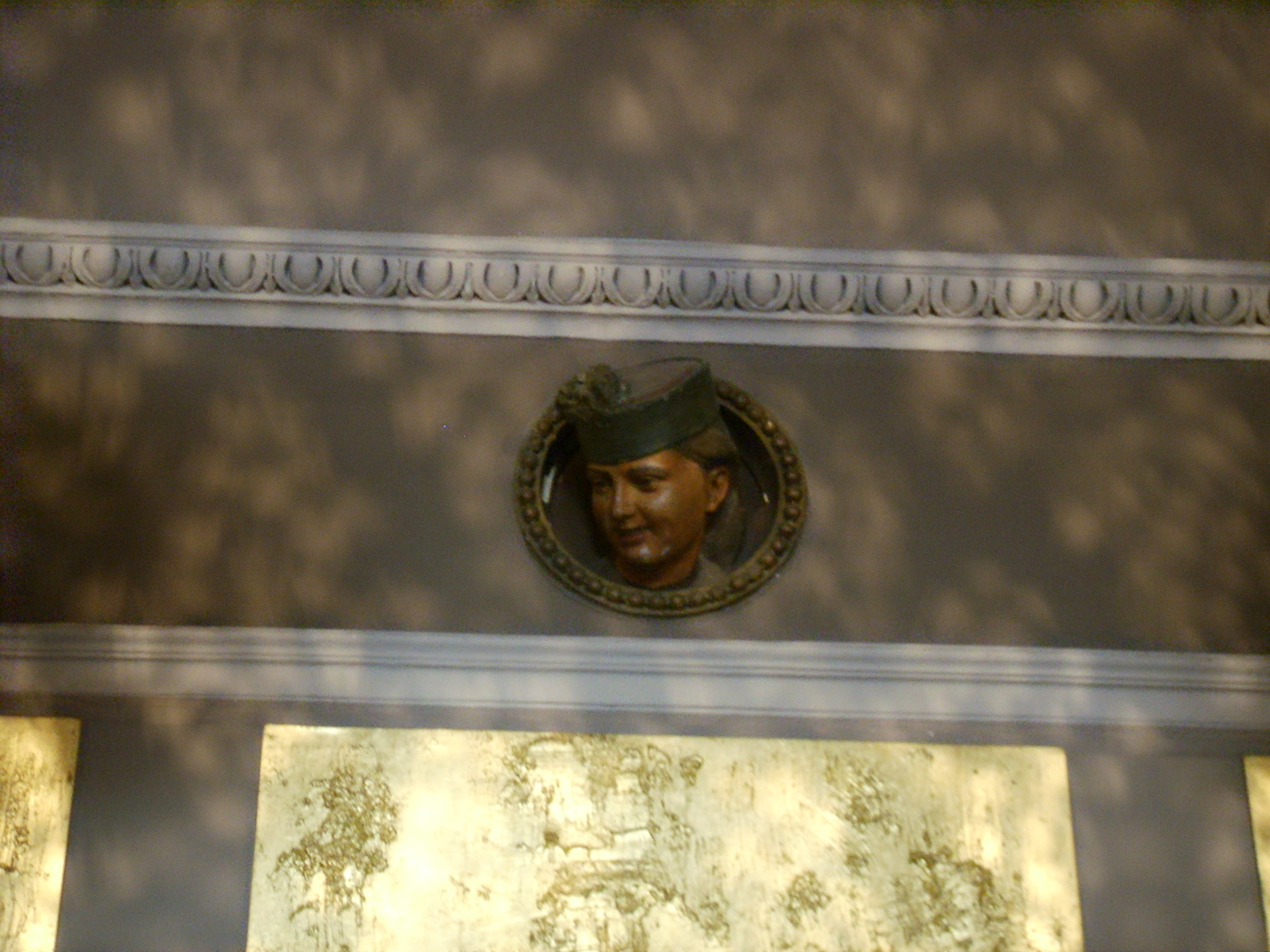
Uma das cabeças com chapéu